# Côte picarde
La Côte Picarde fue una carrera ciclista profesional de un día disputada anualmente en la región de Picardía en Francia en el mes de abril.
Se comenzó a disputar en 1986. Fue una carrera profesional hasta 1999, siendo puntuable para la Copa de Francia de Ciclismo en el período 1996-1999. A partir de 2000 se convirtió en una carrera sub-23 primero como carrera amateur y a partir de la creación Circuitos Continentales UCI en 2005 formando parte del UCI Europe Tour, dentro la categoría 1.2 (última categoría del profesionalismo); y después en la categoría creada en el 2007, también dentro de la última categoría del profesionalismo: 1.Ncup (Copa de las Naciones UCI).
La carrera se disputó en el departamento de Somme, en Picardía. La salida de la prueba se situó en Nouvion y la meta en la localidad de Mers-les-Bains.
La edición de 2016 fue cancelada por motivos económicos y el evento no se ha organizado desde entonces.

## Palmarés

### Profesional
| Año  | Ganador                  | Segundo             | Tercero               |
| ---- | ------------------------ | ------------------- | --------------------- |
| 1986 | Dan Frost                |                     |                       |
| 1987 | Greg Ovaretz             |                     |                       |
| 1988 | Philippe Lauraire        |                     |                       |
| 1989 | Jean-Louis Conan         |                     |                       |
| 1990 | Sławomir Krawczyk        |                     |                       |
| 1991 | Marek Swiniarski         |                     |                       |
| 1992 | Jean-Philippe Dojwa      | Denis Roux          | Jaan Kirsipuu         |
| 1993 | Peter Verbeken           | Emmanuel Hubert     | Paul Haghedooren      |
| 1994 | Laurent Roux             | Tom Steels          | Jaan Kirsipuu         |
| 1995 | Thierry Marie            | Eric Van Lancker    | Cyril Saugrain        |
| 1996 | Philippe Gaumont         | Francis Moreau      | Christophe Leroscouet |
| 1997 | Djamolidine Abdoujaparov | Fabio Sacchi        | Christophe Leroscouet |
| 1998 | Mauro Zinetti            | Jean-Michel Thilloy | Franck Bouyer         |
| 1999 | Pascal Chanteur          | Serguei Ivanov      | Bart Voskamp          |

### Sub-23
En amarillo: edición amateur.
| Año  | Ganador              | Segundo           | Tercero              |
| ---- | -------------------- | ----------------- | -------------------- |
| 2000 | Johan Coenen         | Anthony Geslin    | Nicolas Inaudi       |
| 2001 | Andrey Kashechkin    | Anthony Geslin    | Gert Steegmans       |
| 2002 | Sébastien Chavanel   | Gert Steegmans    | Grégory Rast         |
| 2003 | Mathieu Claude       | Yohann Gène       | Pieter Weening       |
| 2004 | Saïd Haddou          | William Grosdent  | Jérémie Dartus       |
| 2005 | Jean-Marc Marino     | Jonathan Ferrand  | Tomasz Smoleń        |
| 2006 | Guillaume Levarlet   | Romain Feillu     | Sébastien Besqueut   |
| 2007 | Simon Špilak         | Hyun Wook Joo     | Kristoffer Nielsen   |
| 2008 | Kristjan Koren       | Simon Clarke      | Nico Keinath         |
| 2009 | Timofey Kritskiy     | Yuriy Agarkov     | Sep Vanmarcke        |
| 2010 | Viacheslav Kuznetsov | John Degenkolb    | Pim Ligthart         |
| 2011 | Arnaud Démare        | Alexey Tsatevitch | Tosh Van der Sande   |
| 2012 | Vegard Breen         | Bob Jungels       | Jonas Ahlstrand      |
| 2013 | Caleb Ewan           | Sean De Bie       | Simon Yates          |
| 2014 | Jens Wallays         | Thomas Boudat     | Søren Kragh Andersen |
| 2015 | Simone Consonni      | Owain Doull       | Daniel Hoelgaard     |

## Palmarés por países
| País       | Victorias |
| ---------- | --------- |
| Francia    | 5         |
| Italia     | 1         |
| Uzbekistán | 1         |
| Bélgica    | 1         |

| País       | Victorias |
| ---------- | --------- |
| Francia    | 6         |
| Eslovenia  | 2         |
| Rusia      | 2         |
| Bélgica    | 2         |
| Kazajistán | 1         |
| Noruega    | 1         |
| Australia  | 1         |
| Italia     | 1         |